# La broma infinita
La broma infinita (en inglés: Infinite Jest) es la segunda novela del escritor estadounidense David Foster Wallace. Es usualmente considerada el magnum opus del autor, además de haber sido nombrada como una de las cien mejores novelas escritas en lengua inglesa por la revista Time, y es de igual manera tenida en cuenta como una de las novelas más importantes del siglo XX.
Debido a su extensión (más de mil páginas, cientos de las cuales son notas en una sección apartada al final de la misma) y a la diversidad de temáticas que cubre, se la suele clasificar simultáneamente en los géneros de sátira, novela posmoderna, novela existencialista, ciencia ficción, tragicomedia, distopía, novela filosófica, novela política y novela psicológica. La narración utiliza, y a veces combina, las técnicas de monólogo interior, alternancia de narradores y bibliografía ficticia. 

## Composición
La novela tuvo un largo proceso de gestación.  Wallace comenzó a escribirla por períodos entre 1986 y 1989, con un período particularmente productivo entre 1991–1992. El libro fue posteriormente editado por Michael Pietsch de la editorial Little, Brown and Company, quien recuerda haber eliminado cerca de 250 páginas de manuscrito.
El título de la novela tiene su origen en la escena 1 del acto 5 de Hamlet, en la cual éste tiene en su mano el cráneo de Yorick, bufón de la corte, y dice: "¡Ay! ¡Pobre Yorick! Yo le conocí, Horacio..., era un hombre de bromas infinitas y la más fecunda imaginación. Me acuerdo que siendo yo niño me llevó mil veces sobre sus hombros... y ahora su vista me llena de horror". El título preliminar que Wallace utilizó para la novela fue "Un entretenimiento fallido".

## Contexto
En el mundo del futuro de la historia, los Estados Unidos, Canadá y México se encuentran fusionados en un super-estado Norteamericano llamado Organización Norteamericana de Naciones, o O.N.A.N. (en alusión al onanismo).
Las compañías tienen la posibilidad de licitar y comprar los derechos para darle nombres a cada año del calendario, que reemplazan a la designación tradicional con números.  A pesar de que la narración es fragmentaria y tiene lugar a lo largo de varios años "subsidiados", la mayor parte de la historia sucede durante el "Año de la Ropa Interior para Adultos Depend" (A.R.I.A.D.). 
Bajo las órdenes del Presidente de los Estados Unidos Johnny Gentle (un obsesivo de la limpieza, cuya plataforma de campaña electoral consistió en limpiar el país sin producir incomodidad alguna a los ciudadanos de la nación), la mayor parte de lo que solía ser el noreste de los Estados Unidos y el sureste de Canadá se convirtió en un gigantesco basurero tóxico; la zona fue "entregada" a Canadá, y llamada la "Gran Concavidad", debido al desplazamiento de la frontera entre los países.

### Años subsidiados
En el mundo de la novela, cada año se encuentra subsidiado por un espónsor corporativo a cambio de una tasa fiscal. Los Años Subsidiados son:
1. Año de la Hamburguesa Whopper
2. Año del Parche Transdérmico Tucks
3. Año de la Muestra del Snack de Chocolate Dove
4. Año del Superpollo Perdue
5. Año del Maytag Dishmaster Whisper-Quiet
6. Año de la Actualización Fácil de Instalar para Placas Madre del Visor de Cartuchos de Resolución Mimética para Sistemas Caseros, de Oficina o Móviles Infernatron/InterLace Yushityu 2007
7. Año de los Productos Lácteos de la América Profunda
8. Año de la Ropa Interior para Adultos Depend
9. Año de Glad

Los críticos han debatido a qué año del Calendario Gregoriano corresponde el A.R.I.A.D., y varias teorías sugieren los años 2008, 2009 y 2011.

### Ubicaciones
Las ubicaciones más importantes en la novela son la Academia Enfield de Tenis, Academy (A.E.T.) y la Ennet House para la Rehabilitación del Alcohol y las Drogas (separada mediante una colina en los suburbios de Boston, Massachusetts). 
La academia ficticia Enfield consiste de una serie de edificios ordenados en forma cardioide en la cima de una colina en Commonwealth Avenue. La Ennet House se encuentra debajo de la colina, en la cercanía de A.T.E., lo que facilita muchas de las interacciones entre los personajes de ambas ubicaciones.
Algunas partes de la novela suceden en Arizona, en diferentes centros de Alcohólicos Anónimos de Boston y en diferentes lugares en la región de Nueva Inglaterra, y en Canadá.

## Trama
Hay cuatro narrativas principales interlazadas:
- Un grupo marginal de quebequenses radicales, Les Assassins des Fauteuils Rollents (Castellano: Los Asesinos en Sillas de Ruedas; A.S.R.), planean un golpe de Estado geopolítico violento, con la oposición de varias agencias de inteligencia de O.N.A.N..
- Varios residentes de la zona de Boston "tocan fondo" en relación con sus problemas de abuso de sustancias, e ingresan al programa de rehabilitación de la Ennet House con apoyo de Alcohólicos Anónimos (AA) y de Narcóticos Anónimos (NA).
- Los alumnos se entrenan y estudian en la prestigiosa Academia Enfield de Tenis, fundada por el difunto James Incandenza, y manejada por su viuda Avril Incandenza, y el hermano adoptivo de Abril llamado Charles Tavis.
- La historia de la familia Incandenza, con particular énfasis en el hijo menor, Hal.

Todas las narrativas están conectadas mediante una película, "La broma infinita", también nombrada a lo largo de la novela como el "Entretenimiento", o "el samizdat". La película es tan entretenida que sus espectadores pierden todo tipo de interés en cualquier otra actividad excepto ver repetidamente la película, hasta morir de inanición. Esta fue la última obra de James Incandenza, quien la completó durante un breve período de sobriedad, gracias a la insistencia de la actriz principal, Joelle Van Dyne. Los separatistas quebequenses buscan una copia maestra de la película con el objetivo de hacer copias y utilizarlas como actos de terrorismo contra los Estados Unidos. La Oficina de Servicios No Especificados de los Estados Unidos (O.S.N.E.) intenta interceptar la copia maestra para evitar su diseminación y la consecuente desestabilización de la Organización Norteamericana de Naciones. Joelle busca apoyo y tratamiento para sus problemas de abuso de sustancias en la Ennet House. Marathe, un miembro de los A.S.R. (y posiblemente un doble agente de la O.S.N.E.) visita la Ennet House, con el objetivo de encontrar a Joelle y descubrir pistas que lo lleven a encontrar la copia maestra del "Entretenimiento".

## Personajes principales

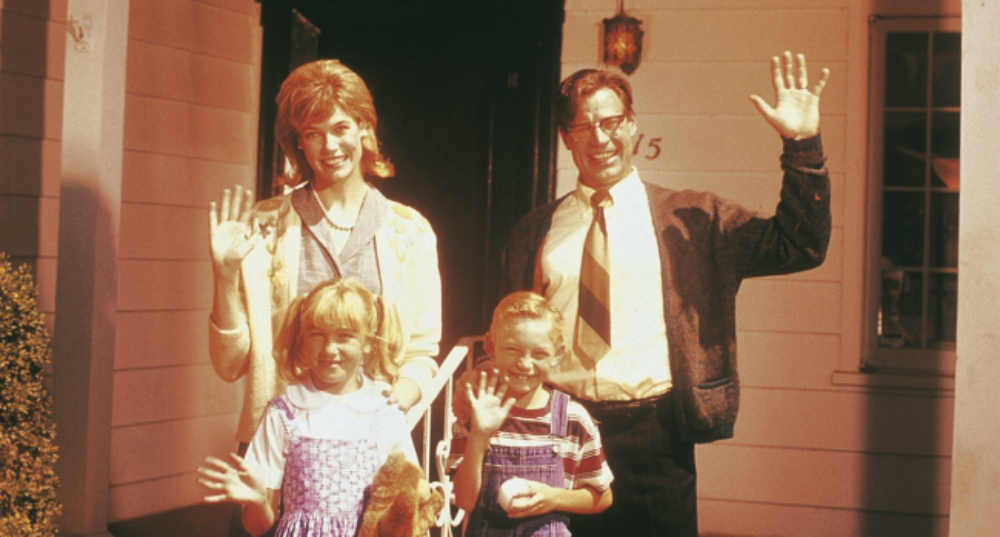
Foto ficticia de la familia Incandenza.

### La familia Incandenza
- Avril Incandenza, apellido de soltera Mondragon, es la madre dominante de los niños Incandenza y la esposa de James. Es una mujer alta (1,97 m), y hermosa, de origen quebequense, que se convierte en la figura principal en la Academia Enfield de Tenis luego del suicidio de su esposo. Luego comienza, o quizás continúa, una relación con Charles Tavis, el nuevo director de la escuela, también canadiense, y medio-hermano o hermano adoptivo de Avril. Aunque sus relaciones íntimas con hombres son un tema de especulación. La relación con John "nada que ver" Wayne se encuentra sugerida. Avril tiene fobias con respecto a la suciedad y gérmenes, con las puertas cerradas, con iluminación desde el techo, y se la describe como agorafóbica. También tiene una obsesión-compulsión de supervisar la A.E.T. y a sus dos hijos menores, Hal y Mario, que viven en la escuela. James Incandenza cree que puede conectarse con sus hijos únicamente a través de Avril. Orin cree que ella maneja la familia a través de manipulación subconsciente y la ilusión del libre-albedrío. Su apodo familiar es "Mami".
- Hal Incandenza es el hijo menor de los Incandenza y probablemente el protagonista principal de la novela, ya que los eventos principales rondan alrededor de su estadía en la A.E.T.  Hal es prodigiosamente inteligente y talentoso, pero inseguro de sus habilidades (y eventualmente de su salud mental). Su amigo Michael Pemulis lo llama Inc, y su actividad favorita consiste en fumar marihuana en secreto en los túneles de la Academia. Hal tiene una relación compleja con ambos padres.  Tiene memoria eidética y ha memorizado el Diccionario Oxford completo. Al igual que su madre, Hal corrige la gramática de sus amigos y familiares.  La degradación mental de Hal y su alienación social con sus compañeros culminan en su última aparición cronológica en la novela, en la cual sus intentos de hablar y sus expresiones corporales son incomprensibles para los otros. La causa de la condición final de Hal no está clara, pero pueden incluir la abstinencia de marihuana, una droga obtenida por Michael Pemulis, un trozo de hongos que Hal comió cuando era un niño pequeño y un ataque de nervios a causa de los años de intenso entrenamiento para ser un jugador profesional de tenis.[7]
- James Orin Incandenza Jr., el marido de Avril y el padre de Orin, Mario y Hal, es un experto en óptica y filmógrafo, así como fundador de la Academia Enfield de Tenis (a pesar de que gradualmente cede el manejo de la escuela a Charles Tavis). Es el hijo del fallido actor James O. Incandenza Sr. (que tuvo el papel de "el hombre de Glad" en los años 60s). James Jr. es el creador de La Broma Infinita (también llamada "el Entretenimiento" o "el samizdat"), una película enigmática y fatalmente seductora. James usó a Joelle Van Dyne, la bellísima novia de su hijo Orin, en muchas de sus películas, incluyendo el fatal "Entretenimiento".  James es un alcohólico que prefiere el whisky. Su apodo familiar es "Él Mismo". Orin también lo apoda "La Cigüeña Loca" o (una vez) "La Cigüeña Triste". Se suicidó a la edad de 54 años, metiendo su cabeza en un horno a microondas, por lo que aparece en la novela en escena retrospectivas o como un fantasma. La relación con sus hijos fue difícil. Una vez le dice a Joelle que "simplemente no sabía hablar con ninguno de sus hijos ilesos sin la presencia y la mediación de la madre. A Orin no le podía hacer callar la boca".[8]
- Mario Incandenza es el segundo hijo de los Incandenza, aunque su padre biológico podría ser Charles Tavis. Tiene numerosas deformidades congénitas—es macrocefálico, sufre de homodoncia, es bradicinético, y camina o se mantiene de pie en un ángulo de 45 grados—y es mentalmente "lento"; sin embargo es amable y está constantemente de buen humor. Al igual que James, es un ávido filmógrafo, que ha ayudado a su padre como camarógrafo y asistente de dirección, y luego heredó todo el equipamiento del estudio y laboratorio de su padre. Mario es un ávido fan del siniestro show de radio de Madame Psicosis, en parte porque encuentra su voz un tanto familiar. Hal, a pesar de ser más joven, actúa como apoyo de su hermano mayor, al que llama "Bubú".
- Orin Incandenza es el hijo mayor de los Incandenzas. Es un pateador para el equipo de fútbol americano "Phoenix Cardinals", y un mujeriego en serie. Está alejado de toda su familia, excepto de Hal. Durante la novela se da a entender que Orin dejó de sentirse atraído a su novia, Joelle, después que ella sufriera un accidente con ácido que la deformó permanentemente. Orin cita la relación cuestionable que Joelle tenía con James Incandenza Sr. como la razón de su separación, aunque luego admitió que no existió romance entre su padre y Joelle. Orin concentra sus affaires con madres jóvenes; Hal sugiere que se debe a que Orin culpa a su madre por la muerte de su padre, con quien también mantenía una relación tensa. Molly Notkin, una amiga de Joelle, dice que Orin tiene numerosos "problemas psíquicos con su madre."

### La Academia Enfield de Tenis

#### Estudiantes
- Michael Pemulis, el hijo adolescente de una familia de clase media de Allston, Massachusetts, y el mejor amigo de Hal. Un bromista y el dealer de drogas residente en Enfield, Pemulis es un excelente alumno en matemáticas. Esto, combinado con su excelente labor en la pista de tenis, hacen de Pemulis el maestro consumado en Enfield del Escatón, un juego de guerra nuclear que se juega con asistencia de un ordenador, por turnos, durante los que los jugadores adeptos a tanto la teoría de juegos como a tirar lobs, apuntan a objetivos en una pista de tenis. Si bien la novela ocurre una vez que los días de Escatón de Pemulis ya pasaron (el juego es para jugadores de 12 a 14 años), Pemulis es aún considerado como el más grande jugador de todos los tiempos, y es la corte de apelaciones personificada en cuestiones de Escatón. Su hermano, Matty, es un prostituto homosexual que fue abusado por su padre cuando era niño.
- John "nada-que-ver" Wayne es el jugador de mayor ranking en la Academia.  Es increíblemente eficiente, controlado y se comporta de forma casi robótica en la pista. Durante la novela Wayne casi no es citado de forma directa; sus enunciados son o resumidos por el narrador, o citados por otros personajes. Wayne perdió su ciudadanía canadiense al mudarse a la Academia Enfield.  su padre trabaja en una mina en Quebec, y sufre de asbestosis; espera que John comience a ganar dinero en "el show" (como se designa en la novela al circuito profesional de tenis), para que pueda "alejarse de todo esto" permanentemente.  Pemulis descubrió que Wayne tiene una relación íntima con Avril Incandenza, y se revela más tarde que Hal también sabe algo al respecto. Wayne podría simpatizar o incluso apoyar activamente a los separatistas radicales quebequenses.
- Ortho "La Oscuridad" Stice es otro de los amigos más cercanos de Hal. Su nombre consiste en la raíz griega ortho ("derecho") y el sufijo anglosajón -stice ("un espacio") del sustantivo interstice (intersticio), que tiene origen en el verbo latín sistere ("erguirse"). Él acepta patrocinadores únicamente de marcas con productos exclusivamente de color negro, y se viste exclusivamente de color negreo, de allí su sobrenombre.  Hacia el final de la novela Stice casi vence a Hal en un partido de tenis de 3 juegos.  Poco después Stice se queda dormido con la cabeza apoyada en una ventana, y la piel de la frente se queda pegada al vidrio, mientras que su cama parece estar fijada o que levita misteriosamente en el techo.  Hay indicaciones que Stice está siendo visitado por el fantasma de James Incandenza.

### Ennet House para la Rehabilitación del Alcohol y las Drogas
- Don Gately, anteriormente un ladrón y adicto al Demerol, es actualmente un consejero residente en Ennet House.  Don es uno de los personajes principales de la obra.  Es físicamente enorme, y es un miembro dedicado aunque reacio de Alcohólicos Anónimos. Gately resulta críticamente herido en un altercado con un grupo de canadienses, y durante una gran parte de la segunda mitad de la novela se encuentra internado en un hospital de Boston.  Durante este período Don Gately tiene un extensive discurso interno, y es visitado por el espíritu de James O. Incandenza y una proyección astral de Lyle.  Gately tuvo una infancia compleja; su padre abusaba de su madre.  Mientras Don estuvo en la escuela media y escuela superior, su tamaño le dio un talento notable para el fútbol americano.  Durante el mismo período, ya como adicto a las drogas y como ladrón, accidentalmente mata a M. DuPlessis, el líder de una de las numerosas organizaciones separatistas quebequenses que figuran en la novela.
- Joelle Van Dyne, también conocida como "Madame Psicosis", el nombre artístico que recibió de James Incandenza cuando comenzó a aparecer en sus películas (y más tarde el nombre de su programa de radio). Joelle conoció a James gracias a su relación con Orín Incandenza durante sus estudios en la universidad.  Orin se refería a ella como "La Chica Más Bonita de Todos Los Tiempos", por la chica M.B.D. T.L.T. Ella es la protagonista del fatal Entretenimiento. Joelle era extremadamente hermosa hasta que su madre hirió su rostro accidentalmente con ácido, al intentar acertar a su marido, quien declaró estar enamorado de Joelle. Ya deforme, Joelle se une a La Unión de los Horrible e Inverosímilmente Deformes (U.H.I.D.), y porta un velo que le cubre completamente el rostro.  Joelle dice que usa el velo porque su atractivo irresistible le produjo demasiados problemas a través de toda su vida, ocasionándole aislamiento social y romántica hasta que conoció a Orín. Joelle intenta "borrarse del mapa" (es decir, suicidarse) en el baño de su amiga Molly Notkin, ingiriendo una dosis masiva de cocaína, lo cual la lleva a la Ennet House como residente. Gately y Joelle desarrollan una atracción mutua.

### Les Assassins des Fauteuils Rollents
Les Assassins des Fauteuils Rollents (A.F.R.), los Asesinos en Sillas de Ruedas, son un grupo separatista de Quebec (el uso del término "rollents" en lugar de "roulants" que sería el término correcto, mantiene la consistencia en el uso de palabras incorrectas en francés a lo largo de la novela). Son uno de los muchos grupos que surgieron luego que los Estados Unidos coercionó a Canadá y a México a unirse a la Organización NorteAmericana de Naciones (O.N.A.N.), pero a diferencia de los otros grupos, los A.S.R. son los más mortíferos y extremistas. Mientras que los grupos separatistas están dispuestos a conformarse con la secesión de la región de Quebec, los A.S.R. buscan que Canadá se separe de O.N.Á.N. y que rechace el "regalo obligado" de los Estados Unidos de la contaminada "Gran Concavidad" (o, tal como especulan Hal y Orín, simulan que esos son sus objetivos para presionar a Canadá a que permita a Quebec que se separe). Los A.S.R. buscan frenéticamente la copia maestra de La Broma Infinita para utilizarla como un arma terrorista, con el fin de cumplir con sus objetivos. Los A.S.R. tienen su raíz en un juego de niños y adolescentes, en el cual los hijos de los mineros hacen una fila a lo largo de las vías del tren, y compiten para ser el último en saltar a través de las vías instantes antes que pase el tren.  En este juego, numerosos niños murieron, o fueron mutilados y perdieron sus piernas (de ahí las sillas de ruedas).
El único hijo de un minero que (para su desgracia) se acobardó y no saltó cuando llegó su turno—Bernard Wayne, que podría tener alguna relación con el John Wayne de la A.E.T.  La relación entre Avril (que es originalmente de Quebec) y John Wayne, y a su vez con Guillaume DuPlessis y Luria Perec de los A.S.R., sugieren que Avril podría estar involucrada con los A.S.R. también. Hay finalmente evidencia que liga al pro-rector de la A.E.T., Thierry Poutrincourt, a este grupo terrorista.
- Rémy Marathe es un miembro de los Asesinos en Sillas de Ruedas, y un cuádruple espía: los A.S.R. piensan que es un triple agente, que simula estar traicionando a los A.S.R., pero Marathe y Steeply (su contacto en la Oficina de Servicios no Específicos) saben que simula solamente para traicionarlos de verdad.  La justificación para su traición yace en un acuerdo para recibir asistencia médica para su esposa (que nació sin cráneo).  Hacia el final de la novela, Marathe recibe órdenes de infiltrar la Ennet House bajo el disfraz de un adicto suizo, con el fin de encontrar a Joelle Van Dyne, y determinar si ella sabe dónde se encuentra la copia maestra del "Entretenimiento".

### Otros personajes recurrentes
Estos personajes tienen roles en más de una de las narrativas principales:
- Hugh Steeply, un agente de la oficina gubernamental de Servicios No Específicos, que asume una identidad femenina ("Helen") para un rol operativo, con quien Orín se obsesiona. Hugh se infiltra en la A.E.T. como una periodista, e intenta averiguar qué es lo que Orín sabe con respecto a la ubicación de la copia maestra del "Entretenimiento".  Su contacto con los A.S.R. es Rémy Marathe.
- Lyle, el gurú del gimnasio de la A.E.T.  Pasa su vida entera sentado en la posición de loto sobre un dispensador automático de toallas.  Lyle lame el sudor de los estudiantes de la academia cuando terminan sus ejercicios en el gimnasio, y a cambio del sudor les ofrece sabiduría.  El narrador describe el comportamiento de Lyle como inusual pero "nada marica". Lyle tiene una relación cercana con Mario, a quien ocasionalmente emplea para hablar con jugadores con problemas de autoestima.
- "Pobre Tony" Krause, un drogadicto travesti y un ladrón que accidentalmente roba un corazón externo a una mujer, matándola, y luego le roba a algunas residentes de Ennet House.
- Randy Lenz, un "pequeño camello de cocaína orgánica que usa americanas con las mangas enrolladas sobre sus antebrazos con bronceado de salón y siempre se está tomando el pulso en las muñecas". Es residente en Ennet House, y a pesar de que constantemente pregunta por la hora, se niega a usar un reloj de pulsera y regularmente viola las reglas de sobriedad.
- Geoffrey Day, un residente de Ennet House que odia los clichés de Alcohólicos Anónimos.  Geoffrey Day llega a Ennet House por orden de un juez, después de chocar con su auto contra la fachada de una tienda de artículos deportivos.[10]
- Marlon Bain, un exalumno de la A.E.T., que conocía a Orin Incandenza. Su desorden obsesivo-compulsivo hace que su vida diaria sea insoportable, y gracias a ello no puede salir de su apartamento. Hugh Steeply lo contacta para solicitar información sobre Orin y los Incandenza.

## Estilo
La broma infinita es una novela enciclopédica postmoderna, famosa por su longitud y detalle, y especialmente por las digresiones usualmente en notas al pie (algunas de las cuales ellas mismas tienen notas al pie). Algunos críticos han calificado a la obra de metamodernista, y de realista histérica. La "exhibición enciclopédica" de erudición de parte del autor incluye teoría de medios de comunicación, lingüística, cinematografía, deporte, adicción, ciencia, y cuestiones de identidad nacional. El libro es a menudo humorístico, a pesar de explorar profundamente el tema de la melancolía.
Al evitar desarrollar la trama de manera cronológica tanto como una resolución directa—una crítica mencionada a menudo en artículos sobre la obra—la novela permite numerosas lecturas diferentes. En numerosas ocasiones Wallace dijo que intentó hacer que la trama tuviera una resolución, pero de forma indirecta; en respuesta a la preocupación de su editor sobre la falta de resolución, él dijo que "[todas las respuestas] están allí, pero después de la última página". Wallace sostuvo el mismo argumento, incluso mucho tiempo después de la publicación de la novela, respondiendo que la novela "resuelve, pero resuelve... fuera del marco de la obra. Puedes hacerte una muy buena idea de lo que sucede". Revisiones críticas y varias guías para el lector proporcionan ideas que clarifican los puntos más abstractos de la trama, aunque Burns aclara que concedió a Jonathan Franzen, en privado, que "no se puede encontrar un claro sentido a la historia en su totalidad".
En una entrevista con Charlie Rose, Wallace caracterizó el uso excesivo de notas al pie como una forma de interrumpir la linealidad del texto y mantener cierto sentido de cohesión narrativa. Una crítica sugiere que los diferentes niveles de narración y las notas al pie tienen una estructura fractal que sigue un modelo de Triángulo de Sierpinski.

## Temas
En La broma infinita predomina la preocupación por la adicción en todas sus formas, desde su definición usual como dependencia de una sustancia hasta las múltiples dependencias que la sociedad estadounidense ha construido en su interior: la necesidad de entretenimiento, el miedo a la sinceridad y la angustia de una libertad que nunca está bien definida.

## Conexiones literarias
La broma infinita alude o hace referencia explícita a diferentes obras literarias. 
Como implica el título, la novela está basada en parte en la obra Hamlet. La Academia Enfield de Tenis corresponde a Dinamarca, manejada/gobernada por James (el Rey Hamlet) y Avril (la Reina Gertrudis). Cuando James muere, lo reemplaza Charles (Claudio), el tío del hijo de Avril, Hal (Hamlet). Al igual que en la obra de teatro, el desafío que enfrenta el protagonista es evitar el colapso mental y restablecer la reputación de su padre.
Otra relación entre La broma infinita y una obra clásica de la literatura es a la Odisea, en la que el hijo Telémaco (Hal) debe alejarse de su madre dominante Penélope (Avril) y descubrir la verdad del padre ausente Odiseo (James). El mismo patrón que se da en la novela Ulises, ambientada en la versión realista de Dublín, poblada por una gama de personajes, al igual que La broma infinita está ambientada en una versión realista de Boston con personajes igualmente variados. En una escena, Hal habla por teléfono con su hermano Orin, a quien le dice mientras arroja sus uñas cortadas en el cesto de la basura que "esto parece en ejercicio de telemacría".  Orin le pregunta si quiso decir "telemetría". Christopher Bartlett argumenta que el error de Hal es una referencia directa a Telémaco, quien durante los primeros cuatro libros de la Odisea cree que su padre está muerto.
Otra referencia es a Los hermanos Karamazov tal como lo propone Timothy Jacobs, que ve a Orin como representando al nihilista Dmitri, Hal en el papel de Ivan y Mario como el simple y bueno Alyosha.
La película creada por James es tan entretenida, que sus espectadores pierden todo interés en cualquier otra cosa, y se la ha comparado al sketch de Monty Python conocido como "El chiste más gracioso del mundo", así como a  "la Máquina de experiencias", un ejercicio teórico enunciado por Robert Nozick.

## Recepción de la crítica
La broma infinita fue comercializada fuertemente, y Wallace tuvo que adaptarse a ser una figura pública. Lo entrevistaron en publicaciones nacionales, e hizo una gira de diez ciudades para lanzar el libro. La editorial Little, Brown and Company equiparó el tamaño del libro con su importancia en la comercialización; el lanzamiento incluyó el envío de misteriosas cartas postales a 4000 personas, anunciando una novela de "placer infinito", y de "estilo infinito". Rolling Stone envió al periodista David Lipsky a seguir a Wallace a lo largo del "triunfal" tour de lanzamiento del libro—la primera vez en diez años que la revista envió a un reportero a hacer un perfil de un autor joven. La entrevista jamás fue publicada en la revista, pero se convirtió más tarde en el Best Seller del New York Times de Lipsky, llamado Aunque por supuesto terminas siendo tú mismo: Un viaje con David Foster Wallace (2010), en el cual se basó la película del año 2015 The End of the Tour.
Las primeras críticas contribuyeron al éxito del libro, muchas de ellas describiéndolo como un evento literario trascendental. En la publicación norteamericana Review of Contemporary Fiction, el autor Steven Moore calificó a la novela como "un estudio profundo de la condición posmoderna." En el año 2004, Chad Harbach declaró que, en retrospectiva, La Broma Infinita "parece ser la novela central americana de los últimos treinta años, una densa estrella para que alrededor de ella orbiten obras menores." En una retrospectiva en el año 2008, el The New York Times la describió como "una obra maestra que es también un monstruo—casi 1100 páginas de inventiva alucinante y dulzura encantadora. Su tamaño y complejidad hacen de ella algo esotérico y amenazante."
La revista Time incluyó la novela en su lista de las 100 mejores novelas escritas en inglés publicadas entre los años 1923 y 2005.
Se trata de la magnum opus del autor, por lo que está al centro de la nueva disciplina de "Estudios de Wallace", los que, de acuerdo a la publicación "The Chronicle of Higher Education", "... está en camino a convertirse en una robusta tradición académica."
No todas las críticas fueron positivas. Algunas de las primeras críticas, como la de Michiko Kakutani en el The New York Times, fueron neutrales, reconociendo la originalidad e inventiva de la narrativa, pero criticando la trama y su longitud. Michiko Kakutani llamó a la obra un "vasto compendio enciclopédico de cualquier cosa que se le cruzara por la cabeza a Wallace." En el London Review of Books, el crítico Dale Peck escribió de la novela que "... es, resumida en una sola palabra, terrible. Otras palabras para describirla son inflada, aburrida, gratuita y -especialmente- descontrolada."

## Adaptaciones
El dramaturgo Ken Campbell trabajó en una adaptación de La broma infinita para el Milenio. Su concepto se basaba en tener 1.000 actores, cada uno de los cuales recibiría 23 dólares para participar del evento, que duraría una semana. No dio resultado. La compañía teatral Hebbel am Ufer produjo una adaptación teatral Avant garde de 24 horas al aire libre en 2012.

## En la cultura popular
- El episodio "Partridge" de Parks and Recreation contiene varias referencias a la novela. Por ejemplo, Ann y Chris toman la "Prueba de Compatibilidad Parental de Incandenza-Pemulis" y el consejero de fertilidad de Ann, el Dr. Van Dyne, trabaja en el Centro Médico C.T. Tavis.[33]
- La novela debut Antkind de Charlie Kaufman ha sido comparada por algunos críticos con La broma infinita, tanto en su línea argumental como en los elementos temáticos.[34]